# Thorey-sous-Charny
Thorey-sous-Charny é uma comuna francesa na região administrativa da Borgonha-Franco-Condado, no departamento de Côte-d'Or. Estende-se por uma área de 11,24 km². Em 2010 a comuna tinha 188 habitantes (densidade: 16,7 hab./km²).